# Harvest Moon (album)
Pour les articles homonymes, voir Harvest Moon.
Albums de Neil Young
Arc
(1991) Lucky Thirteen
(1993)
Singles
1. Harvest Moon
Sortie : Novembre 1992

Harvest Moon est un album studio de Neil Young. Il est sorti le 27 octobre 1992 sur le label Reprise Records et est produit par Neil Young et Ben Keith.

## Historique
Neil Young signe le retour à une musique plus proche de la folk et de la country, comme à ses débuts et notamment du célèbre album de 1972, Harvest. Comme sur Harvest, il est accompagné par les Stray Gators et aux chœurs par Linda Ronstadt et James Taylor, les arrangements sont de Jack Nitzsche. La chanson Old King fut composée après la perte de son chien, Elvis. La dernière chanson de l'album, Natural Beauty, fait plus de dix minutes, par le son elle rappelle Cortez the Killer. Le texte peut être interprété soit comme un appel à préserver la beauté de la nature, soit comme l'amour pour une femme.
Parmi les nombreux artistes ayant collaboré à cet album, on peut remarquer la présence dans les chœurs de la demi-sœur de Neil, Astrid Young.
Pearl Jam en 2006, Cassandra Wilson en 2009, Poolside en 2012, Bebel Gilberto en 2014, et Angus and Julia Stone en 2017 ont repris la chanson Harvest Moon.

## Réception
L'album reçut un bon accueil de la part de la critique et des spectateurs, parvenant à la 16e du Billboard 200 .
En 1994, l'album obtint le Juno Award en tant que meilleur album de l'année.

## Titres
Toutes les chansons sont de Neil Young.
1. Unknown Legend – 4:32
2. From Hank to Hendrix – 5:12
3. You and Me – 3:45
4. Harvest Moon – 5:03
5. War of Man – 5:41
6. One of These Days – 4:55
7. Such a Woman – 4:36
8. Old King – 2:57
9. Dreamin' Man – 4:36
10. Natural Beauty (enregistré en public, 1992) – 10:22

## Personnel
Selon le livret inclut avec l'album : 
- Neil Young – guitare, banjo, piano, harmonium, vibraphone, harmonica, chant
- The Stray Gators
  - Ben Keith – guitare pedal steel, dobro, marimba basse, chœurs
  - Tim Drummond – basse, marimba
  - Spooner Oldham – piano, harmonium, claviers
  - Kenny Buttrey – batterie

- Chœurs
- Linda Ronstadt – chœurs 1, 2, 4-6)
- James Taylor – chœurs (2, 5, 6)
- Nicolette Larson – chœurs (3, 5, 7-10)
- Astrid Young –  chœurs (5, 7, 9)
- Larry Cragg – chœurs (5)

- Cordes :
- Jack Nitzsche : Arrangements des cordes sur (7)
- Suzie Katayama : Direction des cordes sur (7)
- Maria Newman : Premier violon sur (7)
- Robin Lorenz, Israel Baker, Betty Byers, Berg Garabedian, Harris Goldman, Robin Lorentz, Cindy McGurty, Haim Shtrum : Violons (7)
- Valerie Dimond, Matt Funes, Rick Gerding, Carrie Prescott, David Stenske, Adriana Zoppo : Altos (7)
- Larry Corbett, Ericka Duke, Greg Gottlieb, David Shamban ; Violoncelles (7)

## Charts & certifications

### Album
Charts
| Pays                                 | Durée du classement | Meilleur classement | Date             |
| ------------------------------------ | ------------------- | ------------------- | ---------------- |
| Allemagne (GfK Entertainment)        | 21 semaines         | 34e                 | 23 novembre 1992 |
| Australie (ARIA Charts)              | 2 semaines          | 40e                 | 22 novembre 2024 |
| Autriche (Ö3 Austria Top 40)         | 12 semaines         | 20e                 | 17 janvier 1993  |
| Canada (RPM)                         | 29 semaines         | 4e                  | 4 février 1993   |
| États-Unis (Billboard 200)           | 42 semaines         | 16e                 | 14 novembre 1992 |
| France (SNEP)                        | 2 semaines          | 35e                 | 18 novembre 1992 |
| Italie (FIMI)                        | 6 semaines          | 68e                 | 2005             |
| Norvège (VG-lista)                   | 7 semaines          | 6e                  | 2 novembre 1992  |
| Nouvelle-Zélande (RMNZ Albums Top40) | 24 semaines         | 7e                  | 28 février 1993  |
| Pays-Bas (MegaCharts)                | 19 semaines         | 23e                 | 21 novembre 1992 |
| Royaume-Uni (UK Albums Chart)        | 18 semaines         | 9e                  | 8 novembre 1992  |
| Suède (Sverigetopplistan)            | 6 semaines          | 13e                 | 25 novembre 1992 |
| Suisse (Schweizer Hitparade)         | 4 semaines          | 31e                 | 22 novembre 1992 |

Certifications
| Pays             | Certification | Ventes      | Date            |
| ---------------- | ------------- | ----------- | --------------- |
| Australie        | Or            | 35 000 +    | 1er avril 2001  |
| Canada           | 5 × Platine   | 500 000 +   | 24 février 2000 |
| États-Unis       | 2 × Platine   | 2 000 000 + | 16 juillet 1997 |
| Nouvelle-Zélande | Or            | 7 500 +     | 14 février 1993 |
| Royaume-Uni      | Or            | 100 000 +   | 1er avril 1993  |

### Single
| Single       | Chart              | Durée du classement | Position | Date            | Certification |
| ------------ | ------------------ | ------------------- | -------- | --------------- | ------------- |
| Harvest Moon | (RPM Top Singles)  | 18 semaines         | 5e       | 13 février 1993 | Argent        |
| Harvest Moon | (IRMA)             | 2 semaines          | 28e      | 25 février 1993 | Argent        |
| Harvest Moon | (UK Singles Chart) | 3 semaines          | 36e      | 21 février 1993 | Argent        |